# Anoplophytum flexuosum
Anoplophytum flexuosum là một loài thực vật có hoa trong họ Bromeliaceae. Loài này được Lindl. () mô tả khoa học đầu tiên.